# Őstehetség (film)
Az Őstehetség (eredeti cím: The Natural) 1984-ben bemutatott amerikai sportfilm Barry Levinson rendezésében. A forgatókönyvet Bernard Malamud azonos című regényéből Roger Towne és Phil Dusenberry írta. A főbb szerepekben Robert Redford, Robert Duvall, Glenn Close, Kim Basinger, Wilford Brimley, Barbara Hershey, Robert Prosky és Richard Farnsworth látható. Ez volt a TriStar Pictures első filmje.

## Cselekmény
|  | Alább a cselekmény részletei következnek! |

Az 1910-es években Nebraskában a fiatal Roy Hobbs apjától tanul meg baseballozni. Miután Hobbs idősebb hirtelen, halálos szívrohamot kap, villám csap a nagy fába, a halálának helyszíne mellett. Hobbs a fa szilánkos darabjaiból baseballütőt készít, amelybe villámjelet és a „Wonderboy” (Csodagyerek) feliratot égeti.
A 19 éves Hobbs, otthagyva barátnőjét, Irist és Chicagóba indul, hogy a Chicago Cubs csapatánál próbajátékra jelentkezzen. A vonaton találkozik a legendás baseballjátékossal, „The Whammerrel”, Max Mercy sportriporterrel és Harriet Birddel, egy titokzatos nővel. Egy megállóhelyen lévő karneválon Hobbs megnyer egy fogadást, hogy három dobásból ki tudja ütni The Whammert. Később Chicagóban találkozik Harriettel, aki megkérdezi tőle, igaz-e a dicsekvése, miszerint ő lehet „a legjobb, aki valaha is volt”. Hobbs igennel felel, Harriet pedig hasba lövi, majd végez magával.
Tizenhat évvel később, 1939-ben, Hobbs újoncként a New York Knights nevű, utolsó helyen álló csapathoz szerződik. Pop Fisher menedzser dühös, hogy Hobbsot az ő jóváhagyása nélkül vették fel, túl öregnek tartja őt. Először nem hajlandó játszatni Hobbsot, de később beállítja cserejátékosnak, mire Hobbs szó szerint szétüti a labdát. Hobbsból baseballszenzáció lesz, és a Knights sorsa jobbra fordul. 
Az asszisztens menedzser, Red Blow elmondja Hobbsnak, hogy ha Pop idén elveszíti a bajnokságot, a Knights-ban lévő tulajdonrésze visszaszáll a Bíróra, a csapat kétes hírű többségi tulajdonosára. A Bíró 5000 dollárt ajánl Hobbsnak, hogy adja el a szezont. Hobbs, Bump Bailey-jel ellentétben, visszautasítja a kenőpénzt. Mercy, miközben nézi Hobbsot egy edzésen, hirtelen visszaemlékszik rá, és bemutatja Hobbsnak Gus Sands szerencsejátékost, aki nagy összegekben fogad Hobbs ellen. Találkozik Pop gyönyörű unokahúgával, Memo Parisszel is, aki korábban Bump barátnője volt. A kibontakozó románc elvonja Hobbs figyelmét, és a játéka rohamosan romlik, ami a Bíró új tervének része.
Hobbs hanyatlása folytatódik, mígnem egy meccs alatt meglát egy teljesen fehér ruhás nőt, akit megvilágít a délutáni nap. Ezután hazafutást üt, és szétzúzza a eredményjelzőt. A nő Iris, akivel később egy étteremben találkoznak. Iris elmondja Hobbsnak, hogy van egy tinédzser fia, akinek az apja „New Yorkban él”. A találkozás visszaadja Hobbs ütőképességét, a Knights pedig első helyre kerül, és már csak egy győzelemre van a Nemzeti Liga bajnoki címétől. Memo (aki összejátszik a Bíróval és Sandsszel) megmérgezi Hobbsot egy csapatpartin, aminek következtében a férfi összeesik. A kórházban ébred fel, és megtudja, hogy egy régi ezüstgolyó, amit kivettek a gyomrából, hosszú távú károsodást okozott neki. Az orvos figyelmezteti, hogy halálos is lehet, ha tovább játszik, anélkül, hogy hagyná a sebet teljesen begyógyulni.
Míg Hobbs kórházban van, a Knights három meccset veszít zsinórban, így az utolsó egy meccses rájátszásra kerül sor a Pittsburgh Pirates ellen. A Bíró eljön a kórházba, és még nagyobb kenőpénzt ajánl Hobbsnak, hogy adja el a meccset, azzal fenyegetőzve, hogy nyilvánosságra hozza Harriet Birddel való kapcsolatát. Memo meglátogatja Hobbsot, és sürgeti, hogy fogadja el a Bíró ajánlatát, és menjen el vele. Később Iris is meglátogatja, és biztosítja Hobbsot arról, hogy mindig is nagyszerű játékosként fognak rá emlékezni.
Hobbs, aki még mindig lábadozik, visszautasítja a kenőpénzt, és visszatér a csapathoz. Iris, aki a lelátóról nézi a meccset, egy üzenetet küld Hobbsnak, mondván, elhozta a fiukat a meccsre. A 9. játékrész alján a Knights vesztésre áll. A Pirates behoz egy fiatal, keményen dobó dobót, aki Hobbs állapotát kihasználva belső dobásokat tesz, hogy ártson neki. Hobbs egy olyan hibát vét, ami kettétöri a villám által formált ütőjét, a „Wonderboyt”. A labdaszedő, Bobby Savoy odaadja neki a saját ütőjét, a „Savoy Specialt”, amelynek elkészítésében Hobbs segített neki. Az utolsó dobásra készülve, a sebéből a mezen is átvérző Hobbs olyan magasra üti a labdát, hogy szétzúzza a stadion éjszakai fényeit, hazafutást szerezve, ezzel megnyerve a meccset és a bajnoki címet. A győzelem biztosítja Pop részesedését a csapatban és a régóta dédelgetett álmát a bajnoki győzelemről, miközben legyőzi a Hobbs ellen összeesküvő sötét erőket is. Amint Hobbs baseball-labdája eltűnik a Knights stadionja felett, a helyszín Nebraskára vált. Iris mosolyogva nézi, ahogy Hobbs elkapja a labdát, amelyet a fia dobott neki, ugyanazon a pályán, ahol Hobbs és az apja egykor játszottak.
|  | Itt a vége a cselekmény részletezésének! |

## Szereplők
| Szereplő     | Színész            | Magyar hang        |
| ------------ | ------------------ | ------------------ |
| Roy Hobbs    | Robert Redford     | Rátóti Zoltán      |
| Max Mercy    | Robert Duvall      | Blaskó Péter       |
| Iris Gaines  | Glenn Close        | Kútvölgyi Erzsébet |
| Memo Paris   | Kim Basinger       | Udvaros Dorottya   |
| Pop Fisher   | Wilford Brimley    | Vajda László       |
| Harriet Bird | Barbara Hershey    | Szirtes Ági        |
| Gus Sands    | Darren McGavin     | Végvári Tamás      |
| A bíró       | Robert Prosky      | Kun Vilmos         |
| Red Blow     | Richard Farnsworth | Makay Sándor       |
| Sam Simpson  | John Finnegan      | Dobránszky Zoltán  |
| Bump Bailey  | Michael Madsen     | Csankó Zoltán      |

## Forgatás
1983-ban az újonnan alakult Tri-Star Pictures szerezte meg a filmadaptáció jogait, amely az első filmjük lett. Ez volt Robert Redford első filmszerepe három év után.
A film forgatása New Yorkban zajlott, 1983. augusztus 1. és 1983. októbere között.

## Fogadtatás

### Bevételi adatok
A film a nyitóhétvégén kb 5,1 millió dollárt hozott az Egyesült Államokban és Kanadában 989 moziban, ezzel a kasszasikerlista élén debütált, maga mögé utasítva a második hete műsoron lévő Breakin' és a szintén debütáló Tűzgyújtó című filmeket. Az Őstehetség 47 951 979 dolláros bevételt ért el az USA-ban.

### Kritikai visszhang
A Rotten Tomatoes-on a film 48 kritika alapján 83%-os tetszési indexet aratott.

### Díjak és jelölések
| Díjátadó              | Kategória                  | Jelölés                                       | Eredmény |
| --------------------- | -------------------------- | --------------------------------------------- | -------- |
| 57. Oscar-gála        | Legjobb női mellékszereplő | Glenn Close                                   | Jelölve  |
| 57. Oscar-gála        | Legjobb operatőr           | Caleb Deschanel                               | Jelölve  |
| 57. Oscar-gála        | Látványtervezés és díszlet | Mel Bourne, Angelo P. Graham, Bruce Weintraub | Jelölve  |
| 57. Oscar-gála        | Legjobb filmzene           | Randy Newman                                  | Jelölve  |
| 42. Golden Globe-gála | Legjobb női mellékszereplő | Kim Basinger                                  | Jelölve  |

## Fordítás
- Ez a szócikk részben vagy egészben  a   The Natural (film) című angol Wikipédia-szócikk fordításán alapul.  Az eredeti cikk szerkesztőit annak laptörténete sorolja fel. Ez a jelzés csupán a megfogalmazás eredetét és a szerzői jogokat jelzi, nem szolgál a cikkben szereplő információk forrásmegjelöléseként.